# A Winter's Tale
«A Winter's Tale» es la décima canción y segundo sencillo del disco Made In Heaven de la banda de Rock inglesa Queen. La canción fue escrita por Freddie Mercury durante las sesiones de Innuendo mientras veía por la ventana el Lago Ginebra. La canción tiene una carga emocional, pero a la vez pacífica. Evoca un sentimiento onírico y describe la vista que Freddie tenía tras la ventana en la casa de grabación.
Ésta es la última canción escrita totalmente por Freddie Mercury, quien se inspiró al ver a "sus cisnes" en el lago, las montañas, y sentir el aire invernal de Mountreux, en Suiza.

## Composición y letra
Mercury escribió y compuso la canción, y también interpretó la voz y los teclados (aunque el tema está acreditado a Queen). Según May, Mercury escribió la canción en una pequeña casa llamada "The Duck House" (que aparece en la portada del álbum Made in Heaven) en Montreux. En el documental de 1995 Queen: Champions of the World, se afirmaba que ésta era, si no la primera, sí un estilo de grabación extremadamente raro para Mercury, ya que se interpretó toda en una sola toma en directo en el estudio. En la película se afirmaba que Mercury siempre había insistido en que la música estuviera terminada antes de empezar los arreglos vocales, pero reconoció que le quedaba poco tiempo y no había tiempo suficiente para trabajar en ello de otra manera. El solo de guitarra se grabó en el estudio casero de Brian May años después del fallecimiento de Mercury. 

## Recepción crítica
La revista británica Music Week otorgó a "A Winter's Tale" una puntuación de tres sobre cinco, añadiendo: "Es más valiente y edificante que el ligeramente cursi Heaven For Everyone, pero ahora que el álbum está en la calle, puede que le cueste igualar el éxito de su predecesor en el número dos."

## Posicionamiento
| Lista       | Posición |
| ----------- | -------- |
| Austria     | 23       |
| Alemania    | 62       |
| Holanda     | 25       |
| Suiza       | 28       |
| Reino Unido | 6        |

- Datos: Q463227